# Рахметов, Сабир Гафурович
Сабир Гафурович Рахметов (узб. Sobir Gʻafurovich Rahmetov; род. 19 декабря 1952, Чимкент, Казахская ССР, СССР) — советский, узбекский художник. Народный художник Узбекистана (2000), академик Академии художеств Узбекистана (2003).

## Биография
Сабир Рахметов родился 19 декабря 1952 года в Чимкенте. С 1959 по 1969 годы учился в средней школе № 30 в Чимкенте. С 1969 по 1973 годы был студентом Республиканского художественного училища им. П. Бенькова, а с 1973 по 1979 годы, факультета станковой живописи Института живописи, скульптуры и архитектуры им. И. Репина, где его преподавателями были В. Горб, Ю. М. Непринцев, А. Д. Романычев, О. Еремеев. С 1979 года преподавал на художественном факультете Ташкентского театрально-художественного института.
С 1983 по 1986 годы учился в аспирантуре Академии художеств СССР, научный руководитель — народный художник СССР, академик Р. А. Ахмедов. С 1997 по 1998 годы работал деканом художественного факультета Ташкентского театрально-художественного института. С 1998 по 2005 годы занимал пост генерального директора Дирекции художественных выставок. С 2003 года — доцент, с 2008 года — профессор кафедры живописи Государственного института искусств и культуры Узбекистана имени Маннона Уйгура. Народный художник Узбекистана (2000), действительный член Академии художеств Узбекистана (2003).

## Творчество
Один из наиболее выдающихся узбекских художников-портретистов. В своих работах предпочитает использовать яркие краски. Персонажи и сцены картин изображены ясно и изящно, часто в движении, зачастую окружающий пейзаж становится уникальным средством экспрессивного выражения состояния души изображаемого человека и его эмоциональных переживаний. Картины: «Поэт Гафур Гулям» (1986), «Скульптор Азамат Хатамов» (1987), «Композитор Юнус Раджаби» (1996), «Султан Ахмад Мирза» (2000), «Автопортрет», «Лейли и Меджнун» (1998), «Байсун» (1999), «Алпамыш» (2002), «Хумсан» (2002). Автор исторических и тематических композиций. 
Участник республиканских и международных выставок: персональной выставки в Союзе художников Узбекистана (1986, Ташкент); групповые выставки узбекских художников (1994, 1996, Анкара); персональные выставки (2000, Ташкент; 2007, Сеул), международных биеннале современного искусства (2009—2011, Ташкент); международной выставки портрета в рамках организации ШОС (2019, Пекин), работы художника хранятся в музеях и частных коллекциях Узбекистана и зарубежных стран: Государственном музее искусств Узбекистана, Дирекции художественных выставок Узбекистана, галерее Национального банка Узбекистана; собраниях коллекционеров Англии, США, Японии, Турции, Германии.

## Награды
- Народный художник Узбекистана (2000)[2]